# واودری
واودری (به فرانسوی: Vaudrey) یک کامین در فرانسه است که در Canton of Montbarrey واقع شده‌است.

## خصوصیات
واودری ۱۷٫۸۷ کیلومترمربع مساحت و ۳۱۹ نفر جمعیت دارد.